# 광절열두조충
광절열두조충(Diphyllobothrium latum, broad tapeworm, 廣節裂頭條虫)은 촌충 중에서 열두조충의 한 종류이며 또는 광절열두조충과, 대형 촌충, 긴촌충이라고도 한다.
북미, 시베리아, 일본 북부 지역 및 대한민국에 분포하며 이 중에서 대한민국에서는 이 광절열두조충과 왜소열두조충(D. parvum), 요나고열두조충(D. yonagoense)의 감염례가 알려져 있다.

## 형태

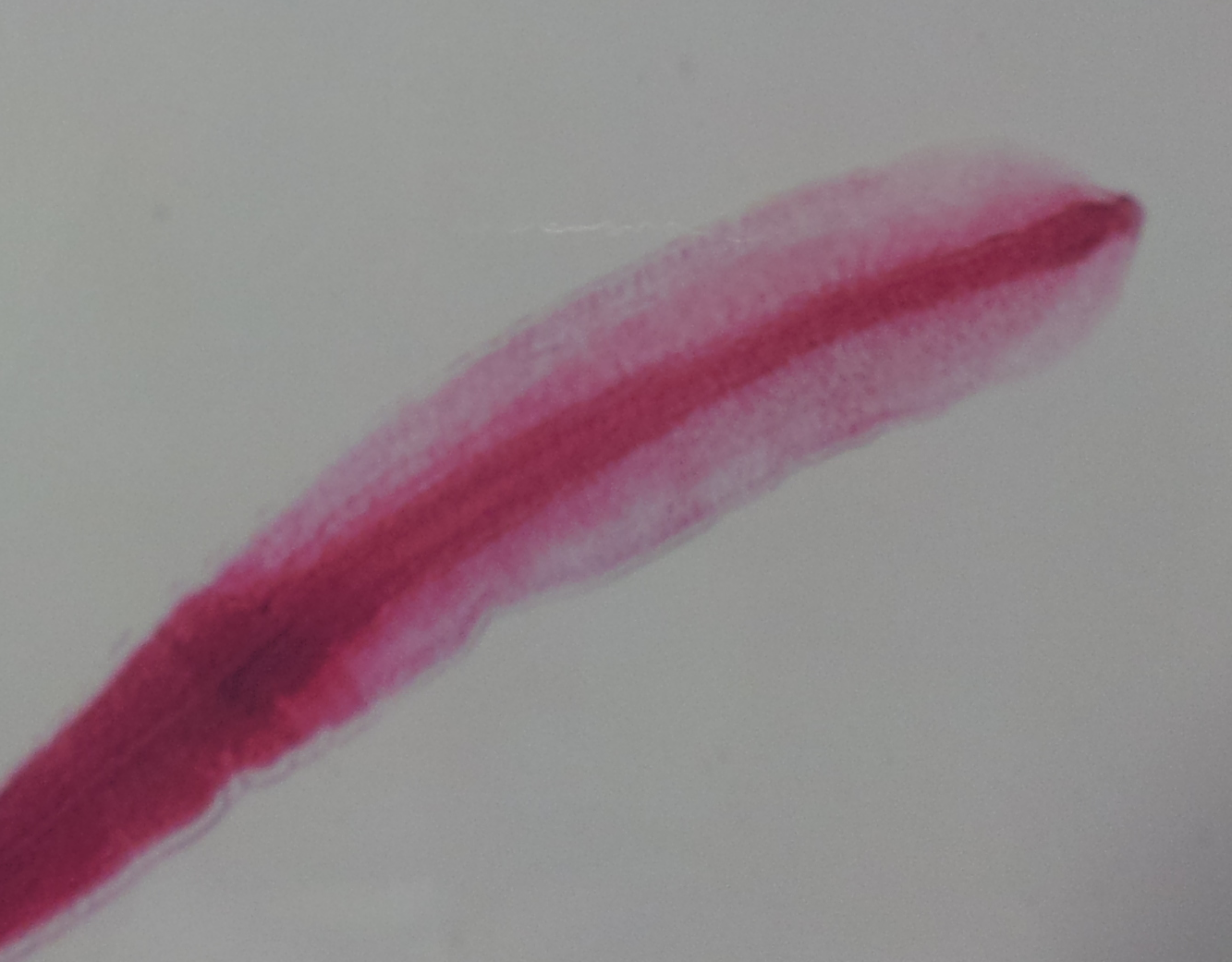
광절열두조충 두절 (40배)

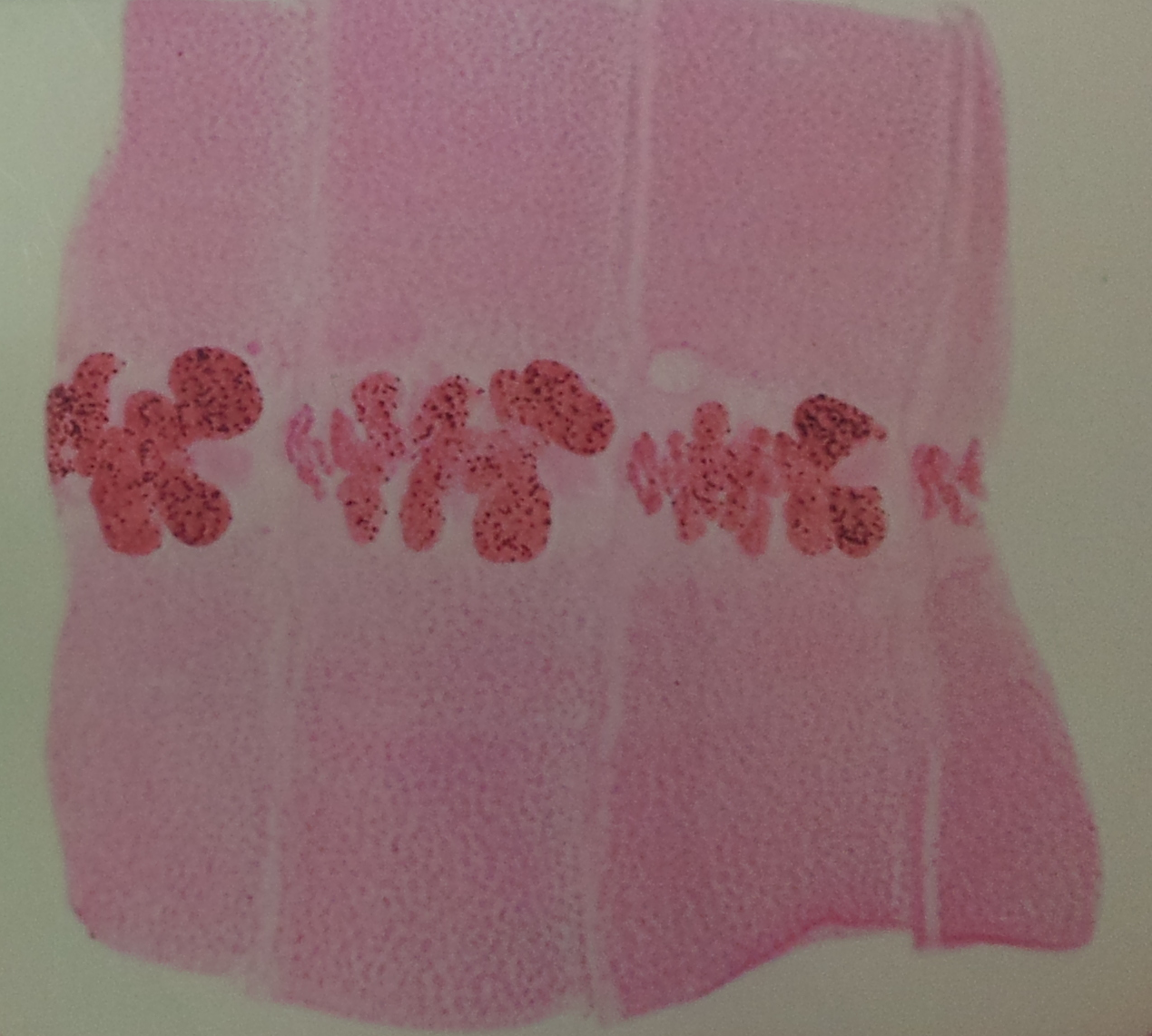
광절열두조충 편절

이 조충의 몸 색깔은 대체적으로 회백색인 경우가 많으며 성충 기준으로 다 성장한 길이는 약 2~10m, 너비는 약 1.5~2cm 정도가 된다. 몸은 약 3천 ~ 4천 개 정도의 편절이 서로 연결된 형태이며, 머리에 해당하는 두절은 몸에 비해 작고 방추형이며 흡구가 한쌍으로 이루어져 있다.

## 감염 증상
본래 조충에 감염되더라도 초창기에는 별다른 증상이 없는 경우가 많으나, 이 조충이 움직이거나 할 경우 장이 자극을 받아 설사, 복통, 무력증, 입맛 소실, 체중 감소, 영양결핍이 나타난다. 또한 이 조충이 생성하는 대사산물에 의해서 혈색소증가증이나 악성 빈혈이 유발되는 경우도 있는데, 이러한 원인으로 발생한 빈혈을 열두조충성 빈혈(bothriocephalus anemia)라고 한다. 원인은 조충이 비타민 B12를 과량 섭취하여 인체에서 필요한 비타민을 흡수하지 못해 발생하는 것으로 알려져 있다.

## 생활사

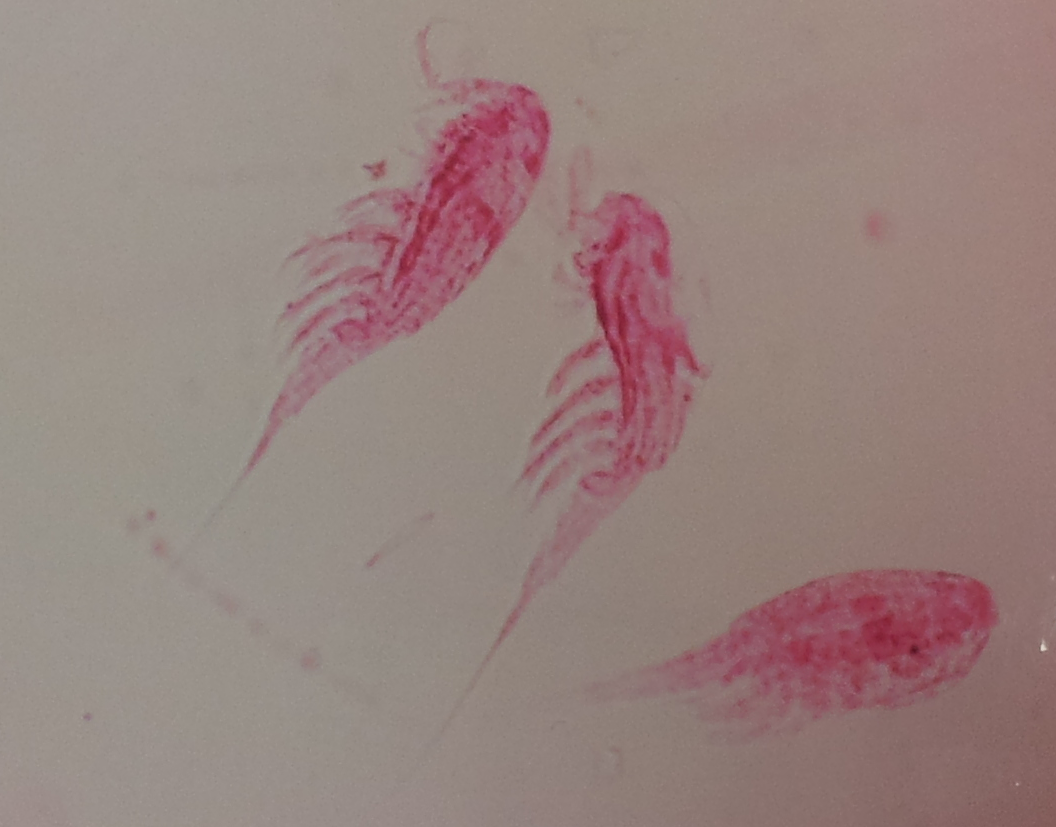
물벼룩 (40배)

광절열두조충은 사람 말고도 개, 고양이, 곰, 여우 등도 감염될 수 있다. 감염된 숙주로부터 배출된 충란이 약 15~25℃ 수온의 물에서 부화하면 섬모유충 단계까지 성장한다. 이 후 섬모를 이용해 물 속을 헤엄치다가 물벼룩에 의해 잡아먹히면 물벼룩 안에서 기생하게 된다. 여기서 물벼룩은 제1중간숙주역할을 하게 된다. 물벼룩 속에서 섬모유충 단계의 조충 유충은 성장하면 섬모가 없어지고 아메바 모양의 소체가 되어 약 2주 정도가 되면 원미충 단계까지 성장한다. 이 후 감염된 이 물벼룩을 송어, 연어 등이 잡아먹으면 이 어류가 제2중간숙주 역할을 한다. 제2중간숙주 몸 안으로 들어온 원미충은 어류의 장벽을 뚫고 장 안으로 이행해 다시 근육 안으로 침범하여 충미충 단계로 성장한다. 충미충 단계의 조충 유충은 아직 두절, 편절 등이 없고 흡구가 있어야 할 두절은 그냥 함몰된 형식으로만 남아 있다. 이 후 감염된 어류를 사람이 생식하거나 불완전하게 조리해서 섭취할 경우 감염되며, 인체 내로 들어온 충미충 단계의 유충은 소장 장벽에 달라붙어 성장한다. 인체에서 성장한지 약 3주 정도가 되면 1m 정도로 성장하게 되며, 이 때부터 산란할 수 있어 충란을 배출하기 시작한다. 조충의 성장 속도는 빠른 편에 속하여 하루에 약 30편절 정도를 생성하며, 수명은 약 6~14년 정도까지 살 수 있는 것으로 알려져 있다.

## 감염 경로
- 감염된 송어,[3]연어, 숭어, 농어[4] 익히지 않은 생선, 유충을 가진 쇠고기, 돼지고기[5]를 생식하거나 불완전하게 익혀서 먹을 경우 감염된다.

## 감염 사례
- 2014년 2월 26일에 감염 사례가 보고 되었다.[6]

## 참고 문헌
- 인체기생충학 (2011년)[7]